# Mariefred
Mariefred er en svensk by, som ligger i Södermanlands län i landskabet Södermanland. Byen ligger i Strängnäs kommune og har cirka 4.800 indbyggere.
Mariefred fik bystatus i år 1605 af Karl 9.
Ved Mariefred ligger Gripsholm Slot.